# Beitar Illit
Beitar Illit (tiếng Hebrew: ביתר עילית, tiếng Ả Rập: بيتار عيليت) là một thành phố Israel. Thành phố thuộc quận Illit Judea & Samariac. Thành phố có diện tích 6,801 km2, dân số năm 2009 là 35.000 người.